# XPde
XPde (XP Desktop Environment) — вільне середовище робочого столу, нагадує за виглядом Windows XP. Побудована на основі крос-платформеного інструментарію розробки користувацького інтерфейсу Qt. В склад входить віконний менеджер XPwm.
За задумом розробників, їхній віконний менеджер повинен полегшити користувачам Windows перехід на Linux.
XPde написаний на Kylix.

## Спонсорство
- Проєкт XPDE і пов'язані з ним події спонсоруються приватними особами, університетами і компаніями.